# Дюссо, Доминик
Доминик Дюссо (фр. Dominique Dussault) — французская певица, представительница Монако на конкурсе песни Евровидение 1970.

## Биография
В возрасте 16-ти лет исполнительница получила возможность представить Монако на Евровидении, проходившем в Амстердаме, с песней «Marlène» (музыка и слова — Эдди Барклая и Джимми Вальтера). Композиция является своеобразным пеаном немецкой актрисе и певице Марлен Дитрих.. В песне певица восхищается талантом Марлен, говоря, что никогда не встанет на один уровень со своим кумиром. Доминик выступила десятой, и в итоге финишировала восьмой, получив всего пять баллов. Интересно, что этого же результата удостоился и популярный в своё время итальянской певец Джанни Моранди.
Дальнейшая карьера Дюссо сложилась не столь удачно. После малоуспешного участия на Евровидении ей удалось выиграть «European Singing Tour Cup». Выпустив несколько пластинок, она переехала в Обержанвиль, где и сейчас она живёт и работает. В основном она выступает с песнями собственного сочинения, а также с кавер-версиями композиций известных шансонье.

## Дискография

### Альбомы
- Ave Maria (1969)
- Marlène (1970)
- Mains dans les poches (1982)[5]

### Синглы
- Églantine
- Le monsieur
- La nuit